# Diocèse de La Rioja
Le diocèse de La Rioja (en latin : Dioecesis Rioiensis ; en espagnol : Diócesis de La Rioja) est un diocèse de l'Église catholique en Argentine, suffragant de l'archidiocèse de San Juan de Cuyo.

## Territoire
Il comprend toute la province de La Rioja pour un territoire d'une superficie de 89 680 km2 divisé en 34 paroisses. Le siège épiscopal est dans la ville de La Rioja où se trouve la cathédrale Saint-Nicolas-de-Bari dans laquelle repose le corps du bienheureux Enrique Angelelli,  évêque de La Rioja assassiné par la dictature militaire

## Historique
Le diocèse est érigé le 20 avril 1934 par la constitution apostolique Nobilis Argentinae nationis du pape Pie XI en prenant une partie du territoire du diocèse de Córdoba qui est élevé le même jour au rang d'archidiocèse métropolitain et dont La Rioja devient suffragant.
Par la lettre apostolique Perennem esse du 6 décembre 1946, le pape Pie XII décrète que saint Nicolas de Myre  est le patron principal du diocèse.
Le 10 avril 1961, il intègre la province ecclésiastique de l'archidiocèse de San Juan de Cuyo en vertu de la constitution apostolique Nobilis Argentina Respublica du pape Jean XXIII.

## Évêques
- Froilán Ferreira Reinafé (13 septembre 1934 - 22 février 1964)
- Horacio Arturo Gómez Dávila (22 février 1964 - 3 juillet 1968)
- Bienheureux Enrique Angelelli (3 juillet 1968 - 4 août 1976)
- Bernardo Enrique Witte, O.M.I (14 avril 1977 - 8 juillet 1992), nommé évêque de Concepción
- Fabriciano Sigampa (30 décembre 1992 - 17 novembre 2005), nommé archevêque de Resistencia
- Roberto Rodríguez (24 mai 2006 - 9 juillet 2013)
- Marcelo Daniel Colombo (9 juillet 2013 - 22 mai 2018), nommé archevêque de Mendoza
- Dante Gustavo Braida, depuis le 13 décembre 2018